# Брокерът
„Брокерът“ (на английски: The Broker), е роман на американския писател Джон Гришам, публикуван в САЩ на 11 януари 2005 година.

## Сюжет
Романът проследява историята на Джоел Бакман, бивш изтъкнат брокер, излежаващ 6-годишна присъда в щатски федерален затвор. Неочаквано получава амнистия от президента Артур Морган, само няколко часа преди да завърши мандата му. Оказва се, че е освободен под натиска на директора на ЦРУ, защото се е добрал до ценна стратегическа информация за сателитна система за отбрана. Бакман е транспортиран в Италия с нова самоличност.
Оказва се, че саудитци, руснаци, китайци и израелци силно желаят да стигнат до него. Въпросът е кой ще го открие пръв и защо.